# Badminton Association
Die Badminton Association war die erste überregionale und später internationale administrative Organisation in der Sportart Badminton weltweit. Der Verband ging 1934 in die Badminton Association of England und die International Badminton Federation über.

## Geschichte
Der Verband wurde am 12. September 1893 von 14 Klubs gegründet, um Einheitlichkeit in den Badmintonregeln herzustellen. Zu diesem Zeitpunkt konnte ein Badmintonfeld in der Länge zum Beispiel um bis zu drei Meter differieren. Große Verdienste um den Verband erwarb sich Colonel S. S. C. Dolby, der erster Präsident wurde und gleichzeitig auch Honorary Treasurer und Honorary Secretary war. Anfangs war das Verbandswachstum gering, später nahm die Anzahl der Mitgliedsklubs rasant zu. Die Klubs in Irland und Schottland gründeten in der Zwischenzeit eigene Verbände, waren aber gleichzeitig auch Mitglied in der Badminton Association. 1914 zählte der Verband 467 Klubs, 1923 550 Klubs und 1934 stand man kurz vor der 1000er-Marke.

## Bedeutende Persönlichkeiten

### Präsidenten
- 1893–1898 – Colonel S. S. C. Dolby
- 1898–1907 – P. Buckley
- 1907–1913 – Chris Agnew Turner
- 1913–1919 – Wilfred Baddeley
- 1919–1927 – unbesetzt
- 1927–1934 – F. W. Hickson

### Honorary Treasurer
- 1893–1899 – Colonel S. S. C. Dolby
- 1899–1906 – George William Vidal
- 1906–1910 – C. Dudfield Willis
- 1910–1927 – Col. Arthur Hill
- 1927–1934 – F. W. Hickson

### Honorary Secretary
- 1893–1899 – Colonel S. S. C. Dolby
- 1899–1906 – George William Vidal
- 1906–1910 – C. Dudfield Willis
- 1910–1927 – Col. Arthur Hill

### Secretary
- 1927–1934 – F. W. Hickson

## Veranstaltungen, Turniere und Ligen
- All England
- Englische Meisterschaft
- Guildford Open